# Balla e difendi
Balla e difendi è una raccolta di canzoni di 4 gruppi di Roma - Banda Bassotti, Filo da Torcere, Red House e AK 47, considerate le più combattive band romane indipendenti del periodo, e testimoni del germinare di un movimento musicale romano sorto negli spazi occupati e nella galassia dell’antagonismo. La raccolta è stata pubblicata su disco in vinile nel 1991 dall'etichetta Gridalo Forte Records.
In apertura e in chiusura del disco ci sono due brevi frammenti di canzoni del gruppo inglese punk Oi! Blaggers I.T.A.: We are Reds (Intro) e If the Kids Are United... (Reprise), cover dell'omonima canzone degli Sham 69.
Il disco è stato ripubblicato su CD nel 2004.

## Tracce
Lato A
1. Intro. We are Reds – 0:05 (The Blaggers I.T.A.)
2. Sveglia – 3:42 (Banda Bassotti)
3. Skarabiniere – 2:49 (Filo da Torcere)
4. Fidel – 4:10 (Red House)
5. Ricordi – 2:51 (Filo da Torcere)
6. 1.9.9.1 – 5:12 (AK 47)

Lato B
1. Niente da Festeggiare – 3:35 (AK 47)
2. Per più di un milione – 2:22 (Red House)
3. El Che en Bolivia – 3:20 (Filo da Torcere)
4. All Are Equal for the Law – 4:50 (Banda Bassotti)
5. Caterpillar – 3:17 (Red House)
6. Reprise. If the Kids are united... – 0:25 (The Blaggers I.T.A.)